# Reliktowce
Reliktowce (Mohoidae) – wymarła rodzina hawajskich ptaków śpiewających z rzędu wróblowych (Passeriformes), odżywiających się nektarem roślin. Rodzina reliktowców jest jedyną rodziną ptaków, której wszystkie gatunki wyginęły w czasach współczesnych.

## Występowanie
Rodzina obejmowała gatunki występujące na Hawajach.

## Systematyka
Do niedawna ptaki tej rodziny ptaków były uszeregowane jako przedstawiciele rodziny miodojadów (Meliphagidae) ze względu na ich wygląd zewnętrzny oraz podobnie pełnioną rolę w środowisku naturalnym. Ponadto szczegóły morfologiczne tych ptaków również odpowiadały rodzinie Meliphagidae. Badania przeprowadzone w 2008 roku, które miały na celu analizę filogenetyczną DNA muzealnych okazów, wykazały, że rodzaje Moho i Chaetoptila nie należą do rodziny Meliphagidae, lecz są bliżej spokrewnione z jemiułoszkami i palmowcem. Pokrewieństwo genetyczne wskazuje, że najbardziej podobne są do jedwabniczków. Hawajskie miodojady (Mohoidae) nie ewoluowały od podobnie wyglądających australijskich miodojadów, lecz reprezentują doskonały przykład konwergencji. Autorzy zaproponowali, aby na podstawie uzyskanych wyników badań dla tych dwóch wymarłych rodzajów ptaków utworzyć rodzinę Mohoidae.
Do rodziny należały następujące rodzaje:
- Moho Lesson, 1830
- Chaetoptila G.R. Gray, 1869 – jedynym przedstawicielem był Chaetoptila angustipluma (Peale, 1848) – czarnouch